# Association de malfaiteurs (film)
Pour les articles homonymes, voir Association de malfaiteurs.
Pour plus de détails, voir Fiche technique et Distribution.
Association de malfaiteurs est un film français réalisé par Claude Zidi en 1986 et sorti en salles en 1987.

## Synopsis
Thierry, Gérard, Francis et Daniel, amis et anciens camarades d'HEC Paris se rendent à une soirée organisée par l'Ecole. Si les trois premiers ont brillamment réussi leur vie, Daniel accumule les galères et les mauvaises affaires. Or il vient de rencontrer à cette soirée Bernard Hassler, autre camarade de promotion devenu requin de la finance, et s'apprête  à conclure un contrat avec lui ; il a besoin pour cela de l'aide de ses amis, qui refusent cette énième « affaire »  et décident malgré les réticences de Francis de lui faire croire qu'il a gagné au Loto grâce à une vidéo ingénieusement truquée.
Mais immédiatement après ce qu'il croit être le tirage, Daniel s'échappe pour aller signer ce contrat, mettant en gage le commerce de sa mère. Catastrophés, Thierry et Gérard demandent à Hassler de déchirer le contrat et d'annuler la vente, mais celui-ci refuse. Ils emploient alors les grands moyens en volant le coffre-fort d'Hassler pour l'ouvrir chez Francis. Là ils découvrent une mallette à l'origine douteuse contenant plus de 400 briques exactement 4.400.000 francs en liquide. Honnêtes, ils remettent l'argent dans le coffre et le rapportent au propriétaire, ayant préalablement récupéré le contrat de Daniel. Cependant, la nuit-même, Hassler porte plainte pour le vol de son argent. La police débarque à l'appartement de Thierry ; profitant de l'interdiction des forces de l'ordre de pénétrer au domicile d'une personne le soir jusqu'à six heures du matin, après avoir frappé leur avocat qui - ignorant leurs dénégations leur demandait une avance de 15.000 francs et leur conseillait de rendre au plus vite la malette, Thierry et Gérard en profitent pour s'échapper par les toits, tandis que Daniel, puis Francis sont arrêtés.
Désormais en cavale, Thierry et Gérard trouvent refuge à Conflans-Sainte-Honorine chez l'oncle garagiste du second, Tonton Gadin. Durant leur séjour, Gérard retrouve une ancienne conquête, Monique Lemercier, qui s'avère être la commissaire de la police de la ville et avec laquelle il renoue. Bien que devant les arrêter, Monique accepte la requête de Gérard de lui laisser du temps à Thierry et lui pour prouver leur innocence. Pendant ce temps, Claire Decker-Giraudy, la compagne de Thierry, veut aider Thierry et Gérard à sa manière : elle tente de profiter du fait qu'elle a rencontré Hassler à la soirée HEC et des vues qu'Hassler a sur elle pour le convaincre de retirer sa plainte. 
Voulant aider Thierry et Gérard, Claire, au courant du lieu de refuge des deux hommes, informe Gérard d'un plan pour piéger Hassler et apprend que ce dernier va réceptionner une  mise de fonds de 400.000 francs dans un hangar. Preuve leur est donc apportée que la plainte d'Hassler était frauduleuse et qu'ils sont innocents. Thierry et Gérard mettent au point un stratagème pour dérober, avec sa voiture, la nouvelle collecte d'Hassler avec l'aide de Farid le mécano qu'ils ont surpris en train de tenter un vol de voiture. Hassler entre en contact avec Thierry et Gérard par le téléphone de son automobile ; un terrain d'entente est trouvé : il récupère l'argent en échange de son retrait de plainte. Thierry et Gérard le retrouvent dans un endroit abandonné et lui remettent l'argent tandis qu'Hassler, accompagné par Lemercier, signe son retrait de plainte, innocentant les quatre camarades d'HEC. 
Le trio se retrouve chez Francis pour fêter leurs retrouvailles. Après avoir eu confirmation du retrait de la plainte par Hassler, Francis, qui avait toujours jusque-là préféré la sécurité à la brillante réussite, d'apparence plus honnête - de par ses réticences premières au canular - montre alors à Thierry, Gérard et Claire la fameuse mallette de 4.400.000 francs qu'il avait subtilisée et cachée à leur insu dans une trappe de son garage où la police ne pouvait la trouver lors de ses perquisitions . Thierry, Gérard et Claire découvrent donc stupéfaits (dans un arrêt sur image) que la plainte d'Hassler était fondée (comme l'avait bien compris l'avocat), qu'ils avaient formé une "association de malfaiteurs", que la malette de 400.000  francs volée et rendue en échange du retrait de plainte constituait une deuxième mise de fond dont Hassler avait absolument besoin pour compenser très partiellement la perte de la première. Les dernières exclamations d'Hassler envoyées au moment de son retrait de plainte, "cela porte un nom ce que vous avait fait : efficace", " comme quoi on trouve toujours plus requin que soi", "on pourra travailler ensemble ", prenaient également tout leur sens.

## Fiche technique
- Titre : Association de malfaiteurs
- Réalisation : Claude Zidi
- Scénario : Michel Fabre, Didier Kaminka, Simon Michaël et Claude Zidi
- Musique : Francis Lai
- Directeur de la photographie : Jean-Jacques Tarbès
- Montage : Nicole Saunier
- Décors : Françoise Deleu
- Assistant réalisateur : Stéphane Clavier
- Second assistant réalisateur : Catherine Joubé
- Son : Jean-Louis Ughetto
- Producteur : Pierre Gauchet
- Sociétés de production : Films 7 et FR3 Cinéma
- Distributeur : AMLF
- Pays de production :  France
- Langue : français
- Tournage : 
  - Période : 18 septembre – 31 octobre 1986[1]
  - Tournage extérieur : Conflans-Sainte-Honorine, Yvelines[2]
- Format : couleur (Eastmancolor) — 35mm — 1.66:1
- Genre : Policier, Comédie dramatique
- Durée : 104 minutes
- Dates de sortie en salles[3]:
  - France : 11 février 1987
  - Allemagne : 13 août 1987
- Classification : 
  - France - Mention CNC[4] : Tous publics (visa d'exploitation no 63019 délivré le 10 février 1987)

## Distribution
- François Cluzet : Thierry Deroc de Plebelecq
- Christophe Malavoy : Gérard Gallois
- Claire Nebout : Claire Decker-Giraudy
- Véronique Genest : la commissaire Monique Lemercier
- Jean-Pierre Bisson : Bernard Hassler
- Gérard Lecaillon : Francis Carlier
- Jean-Claude Leguay : Daniel Boutineau
- Roger Dumas : Le commissaire Brunet
- Hakim Ghanem : Farid, le mécano
- Hubert Deschamps : Tonton Gadin, l'oncle de Gérard
- Patricia Malvoisin : Olivia
- Simon Michaël et Didier Kaminka : Les policiers en filature
- Roger Berthault : Un gendarme
- Bruno Journée : L'étudiant
- Bettina Pernel : La secrétaire d'Hassler
- Glady Berry : Maman Boutineau
- Louba Guertchikoff : La vieille dame de l'ascenseur
- Bernard Dumaine : Le patron du bistrot
- Nathalie Krebs : Françoise Carlier
- Christian Gion : Le présentateur à la soirée HEC

## Box-office
Sorti début février 1987, Association de malfaiteurs connaît une carrière correcte en salles avec 1 194 563 entrées, dont 425 080 entrées sur Paris, sans pour autant connaître l'énorme triomphe populaire des Ripoux en 1984, qui a frôlé les 6 000 000 entrées. 
| Semaine | Semaine                      | Rang | Entrées | Cumul     | no 1 du box-office hebdo. |
| ------- | ---------------------------- | ---- | ------- | --------- | ------------------------- |
| 1       | du 11 au 17 février 1987     | 3    | 228 271 | 228 610   | Crocodile Dundee          |
| 2       | du 18 au 24 février 1987     | 6    | 213 731 | 442 341   | Crocodile Dundee          |
| 3       | du 25 février au 3 mars 1987 | 4    | 196 818 | 639 159   | Crocodile Dundee          |
| 4       | du 4 au 10 mars 1987         | 4    | 127 743 | 766 902   | Crocodile Dundee          |
| 5       | du 11 au 17 mars 1987        | 8    | 86 547  | 853 449   | Crocodile Dundee          |
| 6       | du 18 au 24 mars 1987        | 13   | 58 451  | 911 900   | Le Solitaire              |
| 7       | du 25 au 31 mars 1987        | 16   | 42 326  | 954 226   | Platoon                   |
| 8       | du 1er au 7 avril 1987       | 16   | 34 093  | 988 319   | Platoon                   |
| 9       | du 8 au 14 avril 1987        | 20   | 26 182  | 1 014 501 | Over the Top              |
| 10      | du 15 au 21 avril 1987       | 24   | 20 467  | 1 034 968 | Over the Top              |
| 11      | du 22 au 28 avril 1987       | 28   | 16 079  | 1 051 047 | Over the Top              |

## Autour du film
- L'idée de confier à Véronique Genest le rôle d'une femme commissaire de police dans Julie Lescaut a été inspirée par son interprétation du personnage du commissaire Lemercier dans ce film.
- Le scénariste Simon Michaël, ancien policier, et le dialoguiste et réalisateur Didier Kaminka font une apparition en policiers dans le film.